# سیارک ۱۷۶۳۷
سیارک ۱۷۶۳۷ (به انگلیسی: 17637 Blaschke، نامگذاری:1996PA1) هفده هزار و ششصد و سی و هفتمین سیارک کشف شده‌است که در ۱۱ اوت ۱۹۹۶ کشف شد.
قدر مطلق سیارک برابر ۱۴٫۹۰ است.